# Berrande
Berrande (llamada oficialmente San Bartolomeu de Berrande) es una parroquia y un lugar del municipio español de Villardevós, en la provincia de Orense, Galicia.

## Toponimia
La parroquia también es conocida por el nombre de San Bartolomé de Berrande.

## Organización territorial
La parroquia está formada por cuatro entidades de población:
- Arzoá
- Atrave (A Trabe)
- Berrande
- Lamardeite (Lamasdeite)

## Demografía

### Parroquia
| Gráfica de evolución demográfica de Berrande (parroquia) entre 2000 y 2023 |
|                                                                            |
| Datos según el nomenclátor publicado por el INE.                           |

### Lugar
| Gráfica de evolución demográfica de Berrande (lugar) entre 2000 y 2023 |
|                                                                        |
| Datos según el nomenclátor publicado por el INE.                       |